# گویش کیلیتی
کیلیتی یکی از گویش‌های زبان تاتی از دستهٔ زبان‌های ایرانی شاخه شمال غربی است. این گویش در روستای کیلیت در ۱۲ کیلومتری جنوب باختری اردوباد در نخجوان، جمهوری آذربایجان و پیرامون آن روستا صحبت می‌شده است و تنها گویش شناخته شده تاتی در پایانگاه غربی و شمال غربی مناطق تاتی بوده است.. تاتی کیلیتی به احتمال زیاد منقرض شده و جای خود را به زبان ترکی آذربایجانی داده است. اطلس زبان‌های در خطر یونسکو آن را منقرض‌شده اعلام نموده است.